# 田口興輔
田口 興輔（たぐち こうすけ、1941年（昭和16年）2月8日 - ）は、日本の声楽家（テノール・カウンターテノール）・オペラ歌手・音楽教育者。息子はチェリストの田口裕。

## 経歴
鳥取県出身。鳥取県立境高等学校卒業。1963年（昭和38年）国立音楽大学卒業。1965年（昭和40年）同専攻科修了。武岡鶴代、渡邊高之助、疋田生次郎に師事。
オペラ初出演の記録は1969年（昭和44年）藤原歌劇研究所レオンカバッロ『道化師』ペッペ。出演6本目のオペラ1971年（昭和46年）オッフェンバック『ホフマン物語』ホフマンに抜擢される。1972年（昭和47年）にはプッチーニ『ラ・ボエーム』ロドルフォを務め、以降は、特にイタリアオペラの第一人者として今日に至っている。
1975年（昭和50年）からイタリアに文化庁派遣在外研修員として留学し、ミラノでマリア・カルボーネ、ジュゼッペ・パタネに師事。本場で体得したベルカントを駆使した歌唱を得意とする。
オペラではプッチーニ『トスカ』カヴァラドッシ、ヴェルディ『シモン・ボッカネグラ』ガブリエレ、ビゼー『カルメン』ドン・ホセ、ヴェルディ『リゴレット』マントヴァ公爵などを当り役とし、ヴェルディ『イル・トロヴァトーレ』マンリーコ、プッチーニ『トゥーランドット』カラフなど、次々に主演を務めた。
1996年（平成8年）2月には、イタリア・トリエステのヴェルディ歌劇場において、カルーソー記念テノールガラコンサートにニコラ・マルティヌッチらと共に共演している。
1997年（平成9年）二期会『道化師』カニオ、同年新国立劇場開場記念公演 團伊玖磨『建・TAKERU』忍代別天皇、1998年（平成10年）新国立劇場・藤原歌劇団共催ヴェルディ『ナブッコ』イズマエーレと続けて出演。
2000年（平成12年）新国立劇場・二期会共催リヒャルト・シュトラウス『サロメ』、2001年（平成13年）新国立劇場・二期会共催『リゴレット』マントヴァ公爵で出演。2009年（平成21年）3月、びわ湖ホールと神奈川県民ホール、2011年（平成23年）7月には東京文化会館で二期会創立60周年記念公演プッチーニ『トゥーランドット』アルトゥム皇帝に出演している。
コンサートにおいても、1989年（平成元年）6月14日『情熱のテノール 田口興輔リサイタル』と題してサントリーホール大ホールでソロリサイタルを開催した（指揮：ヤノーシュ・アーチス、オーケストラ：新日本フィルハーモニー交響楽団）。オーケストラとの共演でも、ヴェルディ『レクイエム』、モーツァルト『レクイエム』、ベートーヴェン『第九』、マーラー『大地の歌』など、ソリストとして評価が高い。
音楽教育者としては、国立音楽大学教授を務め、門下生をきわめて数多く育成している。「田口メソード」は多くの優秀なオペラ歌手を世界に輩出する結果を生んでいる。国立音楽大学教授を退官後もオペラの本場イタリアから「イタリアベルカントを教えられる数少ない指導者」として招かれ、オペラ歌手の育成にあたっている。日本においても東京・札幌・大阪・高松を拠点に後進の指導に貢献している。門下生には、錦織健、藤川泰彰、森口賢二、髙橋絵理、村上達哉、半沢健、荏原孝弥、山田大輔、高畑准子、与儀巧、山内真理子、吉田知明、岡崎正治、菅野敦、椿山芳、吉見佳晃、菅野敦、鈴木美根子、川西祐毅、渡邉公威、渡辺文智、草尾文隆、大間知覚、鈴木誠、北嶋康子、吉澤壮一、大野雅子、勝又晃、工藤夏子、大田翔、野村光洋、田島秀美、麻田健洋、浅原孝夫、竹永久男、髙原史乃、小谷弘幸、鈴木文、渡邉かれん、齋藤祥子、本田ゆりこ、櫻井美由紀、渡部純子、依田浩、中川京子、兼子知恵、伊藤 潤、河野あい、那須一彦、穂積磨矢子、下川慶子、兎束康雄、小林由樹、渡辺理香、松岡薫、矢崎裕加子、高柳圭、鹿野由之、吉川健一、津金久子、六角美華、冨平安希子、西島定一、豊永久美子、牛津佐和子、安川忠之、中村はじめ、藤井泰子、田中雅純、草尾延子、渡邉寛智
寺田宗永、などがいる。
2018年（平成30年）6月30日には、田口興輔のイタリアオペラ15周年を記念して、イタリア文化会館にて門下生たちによる『イタリアオペラ研究会 記念コンサート』が開催された。
また、秩父ガラコンサート音楽監督・指揮、Teatro-G 関西（神戸市）音楽監督、大分県別府市のドルチェペーラ第1回公演ドニゼッティ『愛の妙薬』公演監督、札幌サンプラザホール『ときめき オペラ・コンサート』芸術監督を務めるなど、地方芸術の振興にも貢献している。
2006年より国立音楽大学名誉教授。ぐるーぷ・ぐっち主宰。TeatroTAGUCHI主宰。

## 主な受賞歴
- 1988年度（昭和63年度）第16回ジロー・オペラ賞[82]
- 1994年度（平成6年度）第22回ジロー・オペラ賞大賞[82]

## 楽界活動
- 二期会会員（元幹事）[1]
- 公益財団法人日伊音楽協会理事[83]
- イタリア声楽コンコルソ審査員[84]
- イタリア Ismaele Voltolini 国際声楽コンクール審査委員[7]

## 主なディスコグラフィー
- DVD 田口興輔テノール・リサイタル  - 情熱 -  2018/06/30 Florestan
- CD 田口興輔: Tenor Recital-声の芸術 Florestan
- CD オペラ・アリア集 中沢桂、田口興輔、朝比奈隆、東京交響楽団 1988/7/21 ビクターエンタテインメント
- CD 林康子オペラ・アリア集 林康子、田口興輔、ニコラ・ルッチ指揮、東京交響楽団 1989/8/21 ビクターエンタテインメント
- CD ベートーヴェン:交響曲第9番 山田一雄、京都市交響楽団 、秋山恵美子、荒道子、田口興輔、勝部太、京都市立芸術大学音楽学部合唱団、ベリョースカ合唱団 2008/5/16 ビクターエンタテインメント
- CD8枚組 NHK名曲アルバム 世界の愛唱歌 オムニバス 2014/8/22 NHKサービスセンター

## 放送出演
- 2001年4月30日 NHK 大地のめぐみコンサート[85]
- 2006年2月10日 テレビ東京系列 レディス4『イタリア特集』[85]

## 作曲作品
- 鳥取県境港市立誠道小学校校歌（作詞：渋山春樹[86]）※2020年3月廃校[87]